# نقد درون‌ماندگار
نقد درون‌ماندگار (به انگلیسی و فرانسه: Immanent critique) یک راهبرد فلسفی و جامعه‌شناختی است که اَشکال فرهنگی را از طریق یافتن تناقض‌ها و نظام‌هایی که برای ایجاد چنین اَشکالی لازم است تجزیه و تجلیل می‌کند.
این روش نه تنها سعی می‌کند مسئله مورد تحقیق خود را در متن مناسب خود قرار دهد بلکه پایه عقیدتی آن مورد را نیز به متن فراخور می‌آورد. روش نقد درون‌ماندگار در مقابل روش نقد استعلائی فلسفه انتقادی کانت قرار دارد.
در روش نقد درون‌ماندگار، هم موضوع تحقیق و هم مقوله‌ای که این موضوع در آن قرار دارد به عنوان نتیجه‌ای از روندهای تاریخی نشان داده می‌شود. خاستگاه نقد درون‌ماندگار فلسفه هگل و مارکس است اما امروزه قویا نظریه انتقادی کسانی چون تئودور آدورنو و هربرت مارکوزه را به خاطر می‌آورد. مارکس اولین فردی است که این واژه را به صورتی خودآگاهانه در متنش به کار برده‌است و تفکیکی بین نقد درون ماندگار و دیگر اشکال نقدهای اخلاقی قائل شده‌است.
هدف نقد درون ماندگار شناسایی تناقض‌های اجتماعی است با این هدف که بتواند زمینه ای رهایی‌بخش برای تغییر اجتماعی ایجاد نماید. نقد درون ماندگار به نظریات اجتماعی به عنوان شکل دهنده به اجتماع نگاه می‌کند؛ نگاهی که معطوف به تغییری رهایی‌بخش در آینده است. نقد درون ماندگار همچنین به دلالاتی توجه دارد که هر پدیده ای در واقع قرار نبوده‌است از خود بروز دهد. در واقع به کارکردهای پنهان و حتی کژکارکردها نظر دارد. نقد درون ماندگار بدون آنکه سعی در ایجاد یک تئوری فراگیر جایگزین باشد تلاش می‌کند به نحوی غیرمستقیم با پیدا کردن تناقضات یک نظریه به بهبود آن یاری رساند.